# Athetesis prolixa
Athetesis prolixa là một loài bọ cánh cứng trong họ Cerambycidae.